# Kurt Lade

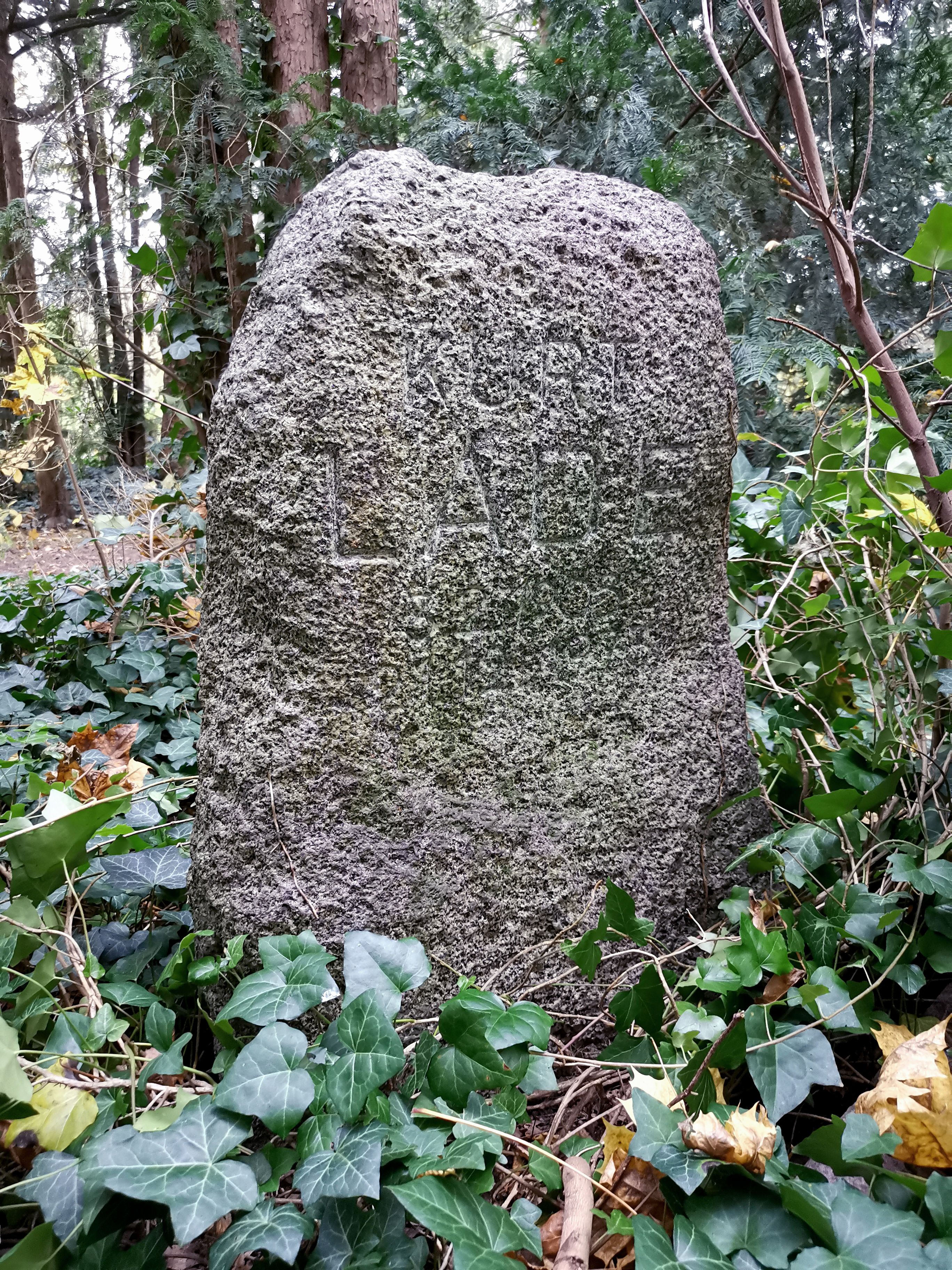
Grab auf dem Friedhof Pankow III, Feld UWG-14

Kurt Erich Walter Lade (* 3. Februar 1905 in Posen; † 21. Dezember 1973 in Berlin) war ein deutscher Maler und Grafiker in der DDR.

## Leben und Wirken
Kurt Lade wurde 1905 in Posen als Sohn eines Beamten geboren. Er und seine sechs Geschwister wuchsen in Glogau und Breslau auf. Dort besuchte er das Oberrealgymnasium.
Nach dem Ersten Weltkrieg erfolgte die Übersiedlung nach Berlin. In einer Bank (genauer: Girozentrale) absolvierte er eine Lehre mit anschließender Weiterbeschäftigung. Währenddessen betrieb er mehrere Jahre Studien zur Kunstgeschichte, Malerei und Grafik unter anderem bei Friedrich Feigl. Ab 1928 arbeitete er sowohl in der Finanzwirtschaft als auch in der gebrauchsgrafischen Industrie. Bis 1934 war er Werbeleiter der Margarine-Union (Filiale des Unilever-Weltmargarinekonzerns), wo er sich auch bis 1933 im Betriebsrat engagierte. Ein weiteres soziales Engagement war von 1927 bis 1929 die Mitarbeit in der „Roten Hilfe“ und der „Internationalen Arbeiterhilfe (IAH)“. Im Mai 1929 trat er der KPD bei und wirkte dort als Literaturobmann und Politleiter in einer Straßenzelle. Zu seinen Aufgaben gehörte unter anderem die Herausgabe der Betriebszeitung Die Union-Nachrichten. Er nahm an Wochenend- und Bildungskursen der Partei teil und besuchte 1930 die Marxistische Arbeiterschule (MASCH) unter anderem bei Hermann Duncker und Franz Dahlem.
Nach der nationalsozialistischen Machtübernahme 1933 blieb er illegal politisch aktiv. Gemeinsam mit Franz Mett erhielt er den Auftrag zur Sammlung und Reorganisation von Parteigruppen in Berlin-Mitte. 1934 übernahm er die Leitung der Agitprop-Gruppe der Revolutionären Gewerkschafts-Opposition (RGO), Bezirksleitung Berlin, und die Chefredaktion, der illegalen Monatsschrift „Der Gewerkschaftler“ des Zentralorgans der RGO. Am 15. Januar 1935 wurde er verhaftet, im Columbia-Haus verhört und in das Zellengefängnis Lehrter Straße in Untersuchungshaft verbracht. Wegen mangelnder Beweise kam er frei, wurde aber unter Polizeiaufsicht gestellt.
Vor einer drohenden zweiten Verhaftung im April 1936 flüchtete er auf Parteibeschluss in die Tschechoslowakei. Unterkunft fand er im Prager Emigrantenheim Strašnice. Neben politischen Aufgaben, zum Beispiel im „Verein für deutsche Emigranten“, arbeitete er auch künstlerisch. Er führte gebrauchsgrafische Aufträge für Privatpersonen sowie die URANIA Prag aus. So entstanden zum Beispiel Filmdekors für „Das Leben Mozarts“ und „Beethovens Leben“. Im Sommer 1937 war er Mitbegründer des Oskar-Kokoschka-Bundes, dessen Vorsitzenden Theo Balden er Ende 1938 ablöste.
Der Einmarsch Hitlerdeutschlands im März 1939 in Prag bedeutete für die Emigranten, erneut flüchten zu müssen. Lade leistete dabei Hilfe und nach erfolgreicher Überführung der Mitglieder des Oskar-Kokoschka-Bundes Mitte April 1939 floh er selbst über Polen und Schweden nach England. In London wurde er Mitglied der Exekutive des Freien Deutschen Kulturbundes (FDKB). Von Mitte 1939 bis Ende 1941 war er Vorsitzender der Sektion Bildende Kunst. Er brachte sich zum einen bei der Aufklärungsarbeit der englischen Bevölkerung über den faschistischen Totalitarismus ein, zum anderen im Emigrantenchor und im Stab der Kleinen Bühne des FDKB. Er half auch in einem Opernensemble aus und lernte dabei seine spätere Frau kennen. Zur Sicherung des Lebensunterhaltes eignete er sich Fähigkeiten in der Goldschmiedekunst an und begleitete als Bühnenbildner englische Theatergruppen auf Tourneen.
Im Jahr 1940 war er zeitweilig als „Enemy Alien“ interniert. Die Entlassung erfolgte aus gesundheitlichen Gründen.
Im Mai 1940 wurde er in die Artists‘ International Association (AIA) aufgenommen. Nach Kriegsende verblieb er in England und fungierte als gewählter Vorsitzender des FDKB (später Heinrich-Heine-Bund) bis zur Auflösung der Organisation am 1. September 1947. Von 1946 bis zur endgültigen Auflösung der kommunistischen Parteiorganisation in England am 1. Mai 1948 gehörte er der Leitungsebene an. Lade organisierte die Rückkehr der Parteimitglieder, seine eigene nach Berlin wurde wegen einer Tuberkulose-Erkrankung bis Juni 1948 aufgeschoben.
Zurückgekehrt, erhielt er von der SED den Auftrag, beim Aufbau des Amtes für kulturelle Aufklärung (später Amt für Information) mitzuwirken. Vom 3. August 1948 bis zu einem erneuten Tuberkulose-Ausbruch Ende Juni 1949 fungierte er als Hauptreferent des Referates Bildpropaganda der Deutschen Verwaltung für Volksbildung. Dort gab er Plakate und Texte kulturpolitischen, gesellschaftlichen und wirtschaftspolitischen Inhalts heraus. Außerdem war er Redakteur der Bildwandzeitung „Zeitgeschehen im Bild gesehen“, die im Verlag Volk und Wissen erschien. 1949 wurde er zwecks Aufbaus der Akademie der Künste zur Mitarbeit gewonnen. 1950 bis Dezember 1953 war er deren stellvertretender Direktor und Dekan für die Meisterschüler. In den Jahren 1954 bis 1957 war er Direktor des Zentralen Instituts für Denkmalpflege in Berlin.
Ein erneuter Tuberkulose-Ausbruch zwang ihn 1957 zur Niederlegung der Arbeit, aber schon kurz danach unternahm er bis 1958 eine neunmonatige Ausstellungs- und Vortragsreise nach Ägypten im Auftrag des Ministeriums für Kultur.
Im Jahr 1958 ließ er sich als freischaffender Künstler in Ost-Berlin nieder. Er hatte mehrere Leitungs- und Ehrenämter inne: Im Stadtbezirk Pankow gründete und leitete er den Mal- und Zeichenzirkel „Palette Nord“ und war bis Dezember 1968 2. Vorsitzender der „Kleinen Galerie“. Von März 1966 bis zum Tod am 21. Dezember 1973 war er Vorsitzender der Schiedskommission 8 im Stadtbezirk Pankow und Mitglied des Kreisausschusses Pankow der Nationalen Front. Zudem war er Parteisekretär der Parteigruppe „Volkskunst“ bei der Kreisleitung Pankow der SED und Vorstandsmitglied im Verband Bildender Künstler der DDR, Berlin.

## Auszeichnungen
- Medaille für ausgezeichnete Leistungen
- Vaterländischer Verdienstorden
- Medaille für Kämpfer gegen den Faschismus 1933 bis 1945
- Ehrennadel des Ministeriums für Volksbildung
- Ehrennadel der Nationalen Front

## Bildwerke
Als „[e]ine der bewegendsten Arbeiten Kurt Lades“ sah Ariane Beygang 1980 das 1944 entstandene Schabblatt „Deutsche Weihnacht“ an. „Mit erschütternder Intensität“ zeige es „eine Mutter, die ihr totes Kind zu Grabe trägt – umgeben von Ruinen, Galgen, Gräbern und Maschinengewehren“.
Ein „Help! Helft!“ betitelter Linolschnitt, zeige offen den appellativen Charakter vieler seiner Werke zu dieser Zeit, die sich aus den Lebensumständen ergeben hätten, meinte Hans-Jörg Ludwig 1985 und fuhr fort: „In Skizzen hielt Lade die Zerstörungen nach faschistischen Bombenangriffen fest, und er zeichnete und aquarellierte, was er in den Luftschutzkellern Londons gesehen hatte […].“
Im Zeitraum von ungefähr 1940 bis 1948 entstanden Aquarell-, Wachsstift- und Tusche-Bilder, die die Umgebung seines Exillandes darstellen, zum Beispiel „Englische Kleinstadt“, „Ferien in England“, „Englische Kleinstadtstraße“, „Englische Landschaft“. In den Jahren 1948 bis 1957 entstanden Aquarell- und Pastellbilder oder mit Mischtechniken gezeichnete heimische Naturbilder wie zum Beispiel „Felder in Thüringen“, „Seelandschaft“, „Winter am Scharmützelsee“, „Kornernte“. Aquarelle, Pastell-, Kohle-, Bleistift- und Mischtechnik-Bilder mit Motiven anderer Länder entstanden zwischen 1957 und den 1960er Jahren, so zum Beispiel „Nillandschaft“, „Kinder in Kairo“, „Island“, „Viadukt in der CSSR“, „Rumänische Landschaft mit Melonenverkäuferin“.
Die wiederkehrenden Landschaftsbilder, die den in Gemälden festgehaltenen Zerstörungen Londons entgegenstehen, interpretierte Harald Olbrich 1980 als „Bedürfnis nach Schönheit und Harmonie [–] eine nicht unwichtige Seite sozialistischer Kunst“.
Lade fertigte auch Porträts an sowie Skizzen, Karikaturen und Hinterglasmalereien. Ebenso Buchillustrationen, Broschüren-Titelblätter und Vignetten. Des Weiteren Theatermasken, Schmuck, Medaillen und Plaketten wie auch baugebundene Arbeiten, also Wandbilder und Wandfriese in öffentlichen Gebäuden.

## Buchillustrationen
- Kuba: Nun fügt euch, Worte. Gedichte aus dreißig Jahren. Gesammelte Werke in Einzelausgaben. Herausgegeben von Hans Joachim Bernhard. Die Grafiken sind Arbeiten von Kurt Lade (3) und Armin Münch (5). Mitteldeutscher Verlag, Halle (Saale) / Leipzig 1987, ISBN 3-354-00180-1.

## Ausstellungen
Einzelausstellungen
- 1963: Kurt Lade. Malerei, Graphik, Kunsthandwerk, Klub der Nationalen Front „Martha Jendretzky“, Berlin-Niederschönhausen
- 1975: Kurt Lade. Malerei, Grafik, baugebundene Kunst, Schmuck, Medaillen, Kleine Galerie Pankow, Berlin-Pankow
- 1980: Kurt Lade. 1905–1973. Gedenkausstellung zum 75. Geburtstag, Galerie am Weidendamm, Berlin-Mitte
- 1981: Kurt Lade, Kultur- und Informationszentrum der DDR, Prag und Sofia
- 1985: Kurt Lade. 1905–1973. Exil in Prag und London, Otto-Nagel-Haus, Märkisches Ufer
- 1986: Kurt Lade. „Wer meine Bilder sieht, soll Freude haben“, Klubhaus „Johannes Resch“, Berlin-Treptow

Gruppenausstellungen
- 1969: Kunst gegen den Faschismus, Clubhaus des VEB Chemische Werke Buna und Zentrales Haus der Deutsch-Sowjetischen Freundschaft
- 1983: Antyfaszyzm – Nasze Wyznanie (Antifaschismus – unser Bekenntnis), Kultur- und Informationszentrum der DDR, Warschau, Krakau, Kattowitz, Danzig
- 1985: Befreiung und Sieg. Bekenntnisse Pankower Künstler, Kulturbund-Galerie im Kreiskulturhaus „Erich Weinert“, Berlin-Pankow

## Publizierte Essays Lades
- Zu den künstlerischen Arbeiten am Strausberger Platz. In: Bildende Kunst, Berlin, 3/1954, S. 28–33
- Denkmalpflege als kulturpolitische Aufgabe. In: Aus der Arbeit der Natur- und Heimatfreunde im Kulturbund zur demokratischen Erneuerung Deutschlands, Doppelheft 6/7, Juni/Juli 1956, S. 151–156.